# Каролина Куркова
Каролина Исела Куркова (чеш. Karolína Isela Kurková; Дјечин, 28. фебруар 1984) чешка је манекенка и фото-модел. Светску славу је стекла као некадашњи анђео модне куће доњег веша Викторијас Сикрет, и као славољубљива глумица. Марио Тестино рекао је за Куркову: „Пропорције њеног тела и њеног лица, као и ниво њене енергије, чине је моделом који одговара за скоро сваку ситуацију.“. Уредница магазина Воуг, Ана Винтур назвала ју је „следећим супермоделом“.
Куркова је један од најплаћенијих супермодела, 2007. зарадила је 5.000.000 долара. „Освојила“ је шесто место на листи магазина Форбс међу највише плаћеним манекенкама.

## Детињство и младост
Каролина Куркова рођена је у Дјечину у Чешкој Републици, као кћерка Јозефа Курка, чешког кошаркаша, и мајке Словакиње. Још као девојчица била је задиркивана на рачун своје висине.Након што је њена пријатељица послала слике Каролине агенцији из Прага, снимила је рекламу за телевизију и сликала се за рекламни плакат. Касније је отишла у Милано како би стекла искуство, тамо је потписала уговор са Мјучијом Прадом.
У септембру 1999, Куркова се појавила у америчком издању модног часописа Воуг, и након пресељења у Њујорк, појављује се и на насловној страни фебруарског издања 2001. Она је један од најмлађих модела који су се појавили на насловној страни овог магазина.
Куркова је такође позната и по свом необичном пупку. Тачније, она нема пупак због операције које је имала као одојче.

## Каријера модела
Појављивање на насловној страни Воуга, Каролини је омогућило да ради већи број ревија. Такође, модна кућа женског доњег веша Викторијас Сикрет јој је понудила да ради њихову модну ревију 2001, када је имала само 16 година. Потписала је уговоре са угледним модним кућама као што је Ив Сен Лоран. Веома успешне су биле кампање које је радила за Томија Хилфигера, Валентина, Луи Витона, Џона Галијана, Шанел, Кристијана Диора, Хуго Боса, Версачеа, Ејч енд Ем. На Викторијас Сикрет модној ревији 2002. носила је мултимилионерски грудњак, вредан скоро 10.000.000 долара. Такође је радила и за модне куће Алберта Ферети, Александар Маквин, Баленсијага, Калвин Клајн, Каролина Херера, Шанел, Версаче , Кристијан Диор , Долче & Габана, Карл Лагерфелд, Луи Витон, Марк Џејкобс, Ралф Лорен, Стела Макартни, и Вера Ванг.
Куркова је проглашена моделом године на Ви-Ејч Ван/Воуг модним наградама. Сликао ју је фотограф Стивен Мајзел, за насловну страну септембарског америчког издања часописа Воуг, 2004. године.
Куркова се појавила на скоро 20 насловних страна Воуга широм света, укључујући француско, италијанско, енглеско, немачко, руско, грчко, и корејско издање. Такође се појавила на насловној страни магазина Ел, Венити Фер, и Фејс. Сарађивала је са угледним фотографима као што су Стивен Клајн, Марио Соренти, и Марио Тестино.
Након што је 2005. потписала уговор за „Анђела“ са модном кућом Викторијас Сикрет, појавила се на Викторијас Сикрет модној ревији 2006, носила је мултимилионерски грудњак вредан 6.500.000 долара са скоро 200 дијаманата и брошева. Као анђео, добила је звезду на Стази славних у Холивуду, за модну кућу Викторијас Сикрет. У фебруару 2008. се појавила на насловној страни магазина Есквајер, имитирајући њихову прву насловну страну, пошто је часопис славио 75. рођендан. Часопис Пипл ју је изабрао међу сто најлепших људи света за 2007. годину.
Децембра 2007, радила је едиторијал за магазин Дел.
Куркова је представљена са стране агенције Вива моделс из Париза.
У новембру 2008, Е! телевизија прогласила ју је за најзгоднију жену на свету, ставивши је испред Анђелине Џоли, Скарлет Јохансон, Жизел Биндшен, и њених другарица анђела Хајди Клум и Адријане Лиме.
Куркова је је радила кампању за Ботега Венета за пролеће 2011.

## Телевизијска и филмска каријера
Године 2008. појавила се на додели награде Академије за кантри музику са Двајтом Јокамом. Појавила се у једној од епизода Ен-Би-Сијеве серије Чак у епизоди Chuck Versus the Suitcase

## Приватни живот
Живи у њујоршком дистрикту Трајбека а чест је гост на кошаркашким утакмицама у Медисон Сквер Гардену.
Куркова је открила да пати од хипотироидизма, због чега се угојила.
У јулу 2009, изјавила је да очекује дете са својим вереником, Арчијем Друријем. Каролина се породила 29. октобра 2009. и донела на свет дечака, Тобина Џека Друрија.

## Хуманитарне акције
У марту 2006. Куркова је освојила награду „Women Together“, због хуманитарног рада. Куркова је радила за организације за заштиту деце као што су „The Beautiful Life Fund“, „Free Arts“ и „Global Youth Action Network“.